# 北園みなみ
北園 みなみ（きたその みなみ、1990年1月12日 - ）は、日本のシンガーソングライター、作曲家、編曲家、マルチプレイヤー。長野県松本市出身。
2017年10月31日までポリスターに所属。

## 人物
現時点では一切顔出しをしていない。

## 制作
- 飛石號「星期一圓舞曲」ストリングス・アレンジ
- 三菱UFJ銀行 カードローン CM バンクイック パッキング篇
- ファイザーCM「UUIを相談しよう」篇音楽[8]
- GUIRO 「アバウ（Pt.1）」ストリングス・アレンジ[9]
- Negicco 「クリームソーダ Love」マニピュレート[10]、「楽園の余韻」編曲[11]、「恋のEXPRESS TRAIN（あずさ ver.）」リアレンジ[12]
- KORGとのコラボ曲「On the Sunny Side Up Street」提供[13]
- 婦人倶楽部 「東京カラー」収録「FUJIN CLUB」 REMIX、「わたしお嫁に行くわ」編曲、「つるつる♨️スベスベ」（佐渡島温泉PRソング）編曲[14]
- 花澤香菜 「Blue Avenue」収録「Nobody Knows」編曲、「Night And Day」ホーンアレンジ[15]
- まきちゃんぐ 「パンドラ」収録「パンドラの箱はオルゴール」編曲[16]
- THEATRE PRODUCTS 2015S/S COLLECTION イメージ音楽
- Lamp 「A都市の秋」ストリングス,ブラス&コーラスアレンジ、「シンフォニー」「ため息の行方」ストリングス&ブラス・アレンジ[17]、「旅人」「夢の国」アレンジ[18]
- 井上水晶 「恋の終わり」「少女の行方」「Spicy Brownieの法則」アレンジ
- TENGA iroha FIT ウェブサイトBGM[19]
- ギャランティーク和恵 「オリジナルコレクション」収録「不眠症のパンセ」作曲・編曲、「明日は雨」編曲[20]
- フレスプ 「カナリアのワルツ」編曲